# Celia Johnson
Dame Celia Elizabeth Johnson (1908. december 18. – 1982. április 26.) kétszeres BAFTA-díjas angol színésznő. 1981-ben Erzsébet királynő a Brit Birodalom Rendjének lovagparacsnokjává tette meg (DBE).

## Élete
Három testvére közül a középső gyermekként jött világra Surrey-ben. Édesanyja Ethel Griffiths, édesapja, Robert Johnson, cambridge-i orvos volt, emellett York hercegének és hercegnőjének is házidoktora. Celia Johnson már kiskorában érdeklődött a színjátszás iránt. Az első világháború idején nővérével, Pammel bemutatókat rendeztek a Richmond parkban, hogy adományokat gyűjthessenek a Vöröskeresztnek. A helyi lapok cikket is írtak Johnson akciójáról.
Johnson magántanuló volt, 1919-ben iratkozott be a Szent Pál Leányiskolába, ahol megtanult oboázni és fellépett pár színdarabban.. 1926-ban jelentkezett London híres drámaiskolájába, a Royal Academy of Dramatic Artba, majd tanult Párizsban is a Comédie-Française színházban. Johnson 1928-ban debütált a színpadon Huddersfieldben George Bernard Shaw Barbara őrnagy című darabjával. A harmincas évek során különböző drámai szerepekbe bújt: az Artist and the Shadowban egy modellt játszott, aki csak töri az angolt. Szerepelt a Cynara című drámában (1930), majd Amerikába utazott, hogy Ophelia legyen a Hamletből. 1933-ban a Wind and the Rainben olyan szerephez jutott, amit közel két évig alakíthatott a színpadon a műsor sikerének köszönhetően.

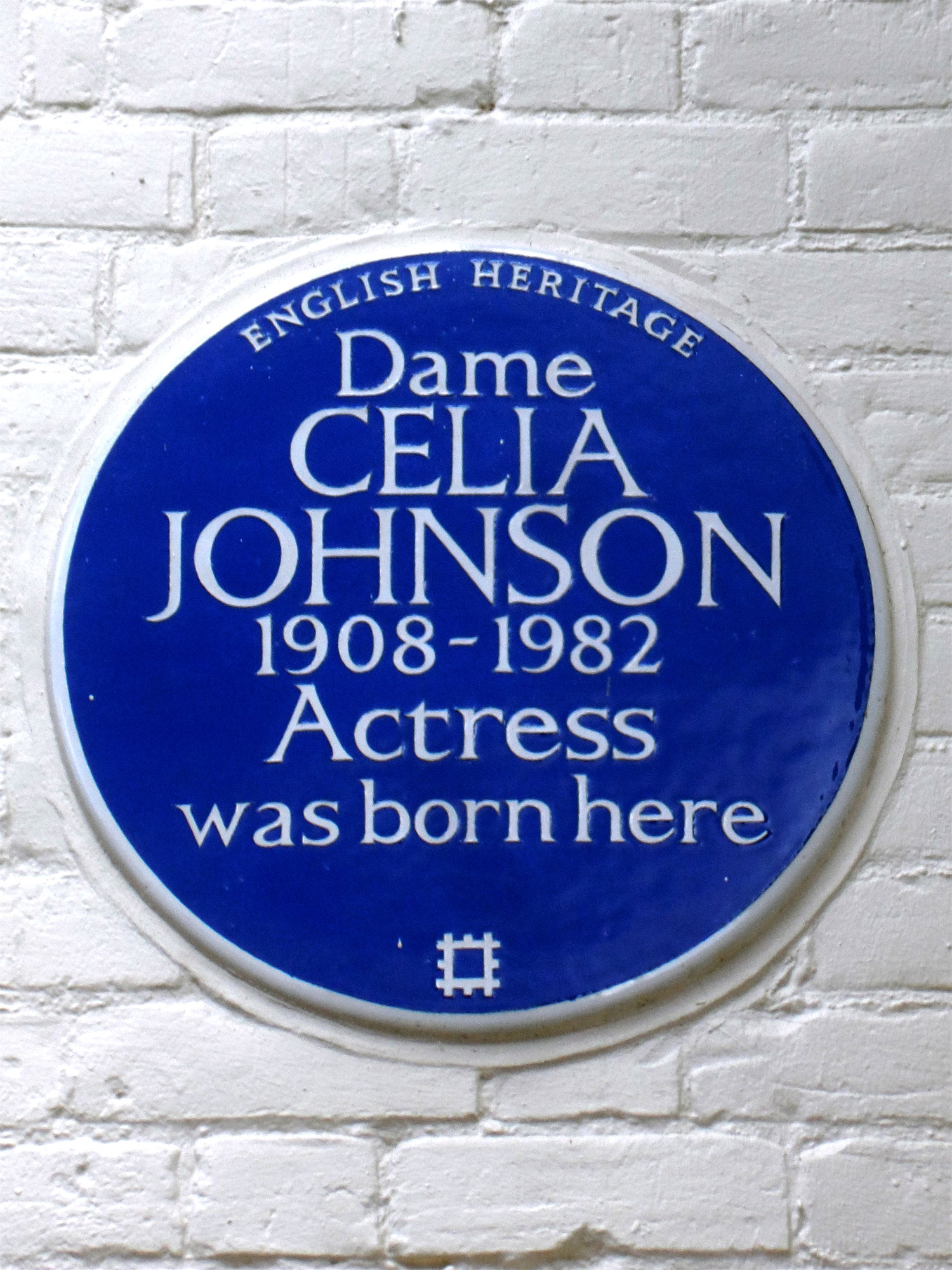

1935-ben feleségül ment Peter Fleminghez, Ian Fleming, a James Bond karakter kiötlőjének bátyjához, két lányuk, Kate és Lucy, és egy fiuk Nicholas, született.
Johnson áttörése már érlelőben volt. 1940-ben karrierje szárnyalni kezdett, mikor Jane Austen Büszkeség és balítélet című könyvének színpadra adaptált változatában Elizabethet, és a Rebeccában Mrs. De Wintert alakította. 1942-ben megkapta első filmszerepét az Őfelsége hajója című produkcióban, amiben Noël Coward oldalán jelent meg. A film nemcsak Johnson, hanem Juliet Mills és Richard Attenborough első filmje is volt. Két filmjében is, az Egy boldog emberöltőben és A kapitány paradicsomában is Alec Guinness-szel alakított egy párost.
1945-ben forgatta le legemlékezetesebb filmjét, a Késői találkozást Trevor Howarddal. A produkciót 1946-ban vetítették le, rá egy évre Johnsont Oscar-díjra jelölték a legjobb női főszereplő kategóriában. Az ötvenes években a televízióban is megjelent, különböző színdarabokkal, más-más szerepekkel. 1958-ban a Brit Birodalom Rendjének tisztjévé tették meg (OBE). 1964-ben Maggie Smith-szel és Michael Redgrave-vel lépett egy színpadra a Master Builder című dráma kedvéért. 1969-ben Johnson elnyerte a legjobb női mellékszereplőnek járó BAFTA-díjat a Miss Jean Brodie virágzása című filmmel. 1981-ben lovaggá ütötték. 1982-ben stroke végzett vele. Lánya, Kate Fleming, 1991-ben megírta és kiadta édesanyja életrajzát.
2008-ban egy kék táblát avattak fel tiszteletére szülőházának falán.

## Filmográfia

### Filmek
| Év   | Cím                                             | Szerep                   | Magyar hang   |
| ---- | ----------------------------------------------- | ------------------------ | ------------- |
| 1939 | A Night at the Hardcastles                      | Miss Hardcastle          | –             |
| 1942 | Őfelsége hajója (más fordításban Rendületlenül) | Mrs. Alix Kinross        |               |
| 1943 | Dear Octopus                                    | Cynthia                  | –             |
| 1944 | Egy boldog emberöltő                            | Ethel Gibbons            | n.a           |
| 1945 | Késői találkozás                                | Laura Jesson             | Pápai Erika   |
| 1950 | The Astonished Heart                            | Barbara Faber            | –             |
| 1952 | I Believe in You                                | Matty                    | –             |
| 1952 | The Holly and the Ivy                           | Jenny Gregory            | –             |
| 1953 | A kapitány paradicsoma                          | Maud St. James           | Schubert Éva  |
| 1954 | It's Never Too Late                             | Laura Hammond            | –             |
| 1955 | A Kid for Two Farthings                         | Joanna                   | –             |
| 1957 | The Good Companions                             | Miss Trant               | –             |
| 1969 | Miss Jean Brodie virágzása                      | Miss Mackay              |               |
| 1969 | The Choice                                      | Önmaga                   | –             |
| 1975 | Lloyd George járt minálunk                      | Lady Sheila Boothroyd    | Tolnay Klári  |
| 1976 | Dame of Sark                                    | Dame Sibyl Mary Hathaway | –             |
| 1978 | Rómeó és Júlia                                  | dajka                    | Tolnay Klári  |
| 1978 | A nyomorultak                                   | Simplice nővér           | Gyimesi Pálma |
| 1980 | The Hostage Tower                               | Mrs. Wheeler             | –             |
| 1980 | Staying On                                      | Lucy Smalley             | –             |
| 1981 | Minden jó, ha vége jó                           | Rousillon grófnő         | Pásztor Erzsi |

### Televíziós sorozatok
| Év   | Cím                      | Szerep              | Epizód                                             |
| ---- | ------------------------ | ------------------- | -------------------------------------------------- |
| 1951 | Lux Video Theatre        | Jeannie             | A Matter of Life (2. évad 5. epizód)               |
| 1951 | Studio One               | Mary Otis           | A Bolt of Lightning (4. évad 9. epizód)            |
| 1952 | Celanese Theatre         |                     | (1. évad 17. epizód)                               |
| 1956 | BBC Sunday-Night Theatre | Leslie Crosbie      | The Letter (7. évad 49. epizód)                    |
| 1958 | Theatre Night            | Isobel Cherry       | Flowering Cherry (1. évad 23. epizód)              |
| 1963 | ITV Play of the Week     | Alida Slade         | Three Roads to Rome (9. évad 19. epizód)           |
| 1965 | ITV Play of the Week     | Helen               | Helen and Edward and Henry (10. évad 49. epizód)   |
| 1966 | ITV Play of the Week     | Lady Nelson         | Nelson: A Study in Miniature (11. évad 28. epizód) |
| 1967 | Jackanory                | mesélő              | (6 epizód)                                         |
| 1968 | BBC Play of the Month    | Mrs. Alving         | Ghosts (3. évad 6. epizód)                         |
| 1968 | BBC Play of the Month    | Judith Bliss        | Hay Fever (3. évad 11. epizód)                     |
| 1969 | BBC Play of the Month    | Sheila              | Relatively Speaking (4. évad 7. epizód)            |
| 1969 | BBC Play of the Month    | Eloise              | The Marquise (5. évad 3. epizód)                   |
| 1971 | BBC Play of the Month    | Madame Ranyevszkaja | Cseresznyéskert (7. évad 4. epizód)                |
| 1973 | Play for Today           | Mrs. Palfrey        | Mrs. Palfrey at the Claremont (4. évad 1. epizód)  |
| 1974 | ITV Playhouse            | Miss Hobbish        | Love Affair (7. évad 10. epizód)                   |
| 1976 | ITV Sunday Night Drama   | Mary-Ann            | The Nicest Man in the World                        |
| 1977 | Centre Play              | Chemaille grófnő    | The Emperor's New Hat (6. évad 2. epizód)          |
| 1979 | Matilda's England        | Mrs. Ashburton      | The Tennis Court (1. évad 1. epizód)               |
| 1981 | Celebrity Playhouse      | Mrs. Callifer       | The Potting Shed (1. évad 1. epizód)               |
| 1982 | Nanny                    | Nanny Broughton     | Comings and Goings (2. évad 3. epizód)             |
| 1983 | Number 10                | Mrs. Gladstone      | Old Glad Eyes (1. évad 1. epizód)                  |

## Díjak és jelölések
| Év   | Cím                        | Díj | Eredmény      |
| ---- | -------------------------- | --- | ------------- |
| 1946 | Késői találkozás           | New York-i Filmkritikusok Egyesülete: legjobb színésznő                                                             | Elnyerte      |
| 1947 | Késői találkozás           | Oscar-díj a legjobb női főszereplőnek                                                                               | Jelölve       |
| 1947 | Egy boldog emberöltő       | National Board of Review, USA: legjobb színésznő                                                                    | Elnyerte      |
| 1953 | I Believe in You           | BAFTA-díj a legjobb brit színésznőnek                                                                               | Jelölve       |
| 1954 | A kapitány paradicsoma     | BAFTA-díj a legjobb brit színésznőnek                                                                               | Jelölve       |
| 1970 | Miss Jean Brodie virágzása | BAFTA-díj a legjobb női mellékszereplőnek                                                                           | Elnyerte      |
| 1970 | Miss Jean Brodie virágzása | Amerikai Filmkritikusok Nemzeti Szövetsége: legjobb női mellékszereplő – megosztva Verna Bloommal és Dyan Cannonnal | Harmadik hely |
| 1974 | Play for Today             | BAFTA TV-díj – legjobb színésznő                                                                                    | Elnyerte      |
| 1981 | Staying On                 | BAFTA TV-díj – legjobb színésznő                                                                                    | Jelölve       |
| 1981 | Minden jó, ha vége jó      | Royal Television Society, UK: legjobb alakítás – megosztva Michael Hordernnel                                       | Elnyerte      |